# Eleanor Farjeon
Eleanor Farjeon, född 13 februari 1881 i London, död 5 juni 1965 i Hampstead i London, var en brittisk författare. 
Farjeon var en engelsk prisbelönad barnboksförfattare och psalmförfattare. Hon finns representerad i Den svenska psalmboken 1986 med originaltexten till ett verk (nr 181) som kanske fått sin största spridning genom Cat Stevens (numera Yusuf Islam) version. Hon var dotter till författaren B.L. Farjeon och syster till kompositören Harry Farjeon och författarna Joseph Jefferson Farjeon och Herbert Farjeon.

## Psalmer
- Nu är det morgon (1986 nr 181) skriven 1931 Morning has broken (Tänk att få vakna)

## Barnböcker översatta till svenska
- Glasfågeln: sagor och berättelser (vinjetter av Edward Ardizzone), 1956 (The little bookroom)
- Den lilla sömmerskan (med ill. av Charles Front), 1985 (The little dressmaker)

## Filmmanus
- 1938 - Have You Brought Your Music? (TV)
- 1938 - The Wooing of Anne Hathaway (TV)

## Priser och utmärkelser
- Carnegie Medal 1955 för The Little Bookroom
- H.C. Andersen-medaljen 1956